# Eosentomon asakawaense
Eosentomon asakawaense är en urinsektsart som beskrevs av Imadaté 1961. Eosentomon asakawaense ingår i släktet Eosentomon och familjen trakétrevfotingar. Inga underarter finns listade i Catalogue of Life.